# Len Curryer
Leonard Curryer (1864 – sau 1891) là một cầu thủ bóng đá người Anh thi đấu ở vị trí tiền đạo cho Small Heath. Curryer, một người Birmingham cũng mất ở đây, đã thi đấu 2 trận tại Football Alliance tại mùa giải 1891–92, vào sân thay cho Harry Morris.